# Стори, Дадли
Да́дли Ле́онард Сто́ри (англ. Dudley Leonard Storey; 27 ноября 1939, Уэроа — 6 марта 2017, Окленд) — новозеландский гребец, выступавший за национальную сборную Новой Зеландии по академической гребле в период 1963—1972 годов. Чемпион летних Олимпийских игр в Мехико, серебряный призёр Олимпийских игр в Мюнхене, обладатель бронзовой медали чемпионата мира, победитель многих регат национального и международного значения. Также известен как спортивный менеджер и тренер.

## Биография
Дадли Стори родился 27 ноября 1939 года в городе Уэроа региона Хокс-Бей на Северном острове. Проходил подготовку в Окленде в одном из местных гребных клубов.
Впервые заявил о себе в сезоне 1963 года, когда вошёл в основной состав новозеландской национальной сборной и в распашных четвёрках с рулевым одержал сначала победу на Кубке вызова принца Филлипа, а затем стал победителем Королевской регаты Хенли.
Благодаря череде удачных выступлений удостоился права защищать честь страны на летних Олимпийских играх 1964 года в Токио, выступал здесь тем же составом, Алистер Драйден, Питер Масфен, Дарьен Босуэлл и рулевой Роберт Пейдж, но попасть в число призёров не смог — попал в утешительный финал «Б» и занял в итоговом протоколе соревнований лишь восьмое место.
Наибольшего успеха в своей спортивной карьере добился в 1968 году на Олимпийских играх в Мехико — в составе распашного экипажа, куда помимо него вошли гребцы Дик Джойс, Росс Коллиндж, Уоррен Коул и рулевой Саймон Дики, обогнал всех своих соперников и завоевал золотую олимпийскую медаль, которая оказалась первой в истории новозеландской академической гребли.
Став олимпийским чемпионом, Стори остался в составе главной гребной команды Новой Зеландии и продолжил принимать участие в крупнейших международных регатах. Так, в 1970 году он побывал на чемпионате мира в Сент-Катаринсе, откуда привёз награду бронзового достоинства, выигранную в восьмёрках. Выступал в распашных рулевых четвёрках на чемпионате Европы 1971 года в Копенгагене — немного не дотянул до призовых позиций, показав на финише четвёртый результат.
В 1972 году Дадли Стори отправился на Олимпийские игры в Мюнхене, где в составе безрульного четырёхместного экипажа совместно с Диком Тонксом, Россом Коллинджем и Ноуэлом Миллсом завоевал серебряную медаль, пропустив вперёд только команду ГДР. Вскоре по окончании этих соревнований принял решение завершить спортивную карьеру, уступив место в сборной молодым новозеландским гребцами.
После завершения карьеры спортсмена Стори стал достаточно успешным менеджером, в период 1982—1986 годов он руководил новозеландскими гребными командами, в частности был менеджером новозеландской восьмёрки, победившей на двух чемпионатах мира подряд. Возглавлял сборную на Олимпийских играх 1984 года в Лос-Анджелесе и на Играх Содружества 1986 года в Эдинбурге. Впоследствии в течение многих лет работал тренером по академической гребле в старшей школе Baradene College of the Sacred Heart.
За выдающиеся достижения в гребном спорте в 1983 году был награждён офицерским орденом Британской империи. В 1990 году вся четвёрка гребцов, победивших на Олимпиаде в Мехико, была введена в Зал славы новозеландского спорта. Их лодка, на которой они выиграли Кубок вызова принца Филлипа в 1963 году, была выкуплена в Англии за 300 фунтов стерлингов и ныне выставлена как музейный экспонат в Оклендском гребном клубе.
Стори умер 6 марта 2017 года в Окленде через некоторое время после того как ему был диагностирован боковой амиотрофический склероз.